# Jaques Lazier

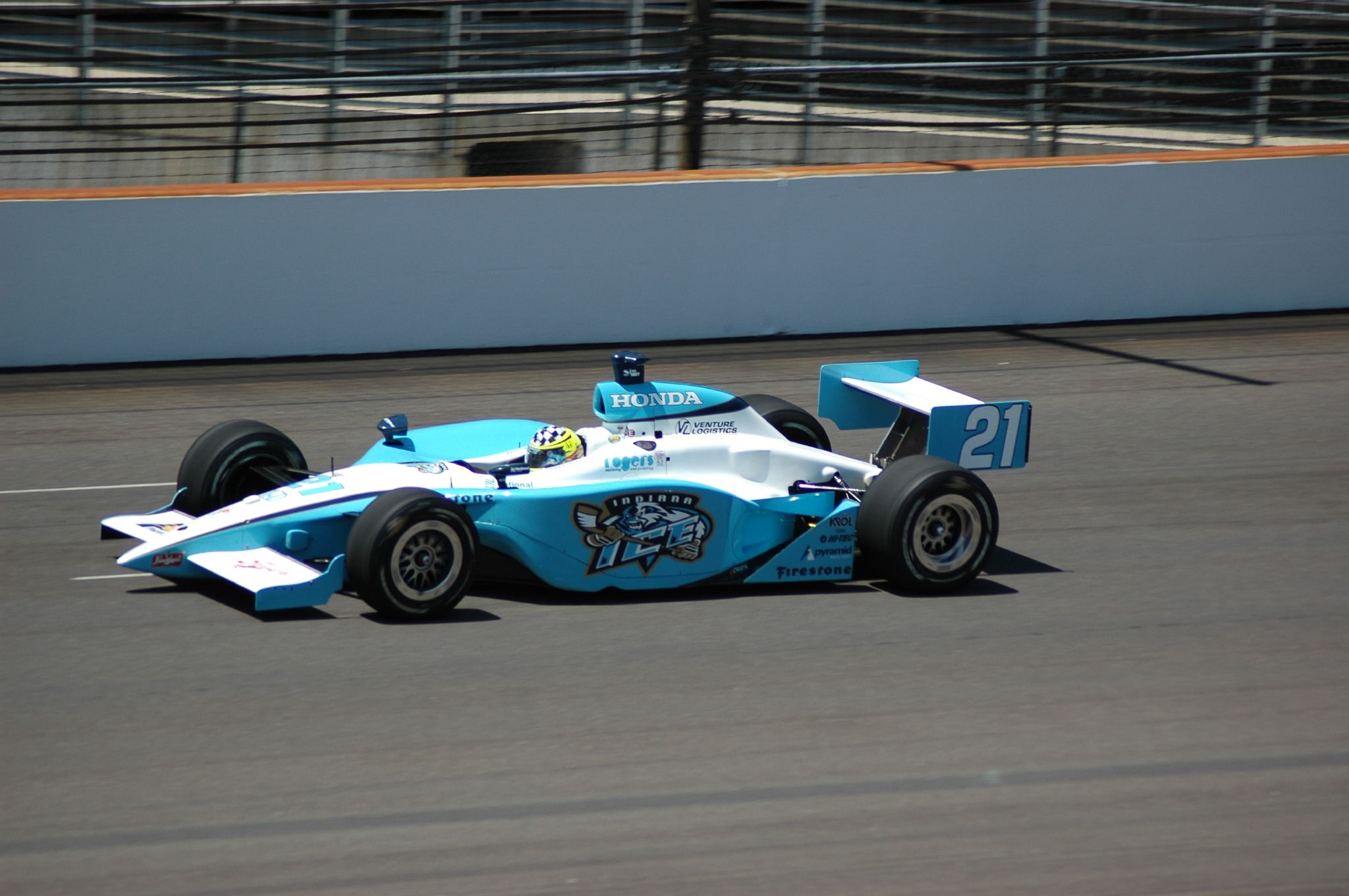
Lazier in 2007

Jaques Lazier (Denver (Colorado), 25 januari 1971) is een Amerikaans autocoureur. Hij is de jongere broer van voormalig Indianapolis 500 winnaar Buddy Lazier.

## Carrière
Lazier reed in het begin van zijn carrière lange tijd in Formule Ford series. In 1997 reed hij zes races in het Indy Lights kampioenschap. In 1998 deed hij voor de eerste keer mee aan de Indianapolis 500, maar slaagde er niet in om zich te kwalificeren voor de race. In 1999 probeerde hij zich met een eigen team te plaatsen op de Phoenix International Raceway en op Indianapolis, maar beide pogingen faalden. Een week later stapte hij over naar het Truscelli Team Racing team en kwalificeerde zich op de Texas Motor Speedway. Zijn beste resultaten dat jaar waren drie zevende plaatsen in de races van Dover, Las Vegas en Fort Worth.
In 2000 kwalificeerde hij zich voor de eerste keer voor de Indianapolis 500. Hij werd dertiende, tot vandaag zijn beste resultaat op Indianapolis. In 2001 reed hij voor vier verschillende teams. Dat jaar won hij zijn eerste en tot nog toe enige race op de Chicagoland Speedway. Zes weken eerder werd hij derde in de race van Nashville. Tussen 2002 en 2005 bleef hij aan de slag in de IndyCar, maar reed geen volledige kalenders meer en behaalde geen top vijf plaatsen. In 2006 en 2007 reed hij enkel de Indy 500. In 2007 reed hij voor de eerste keer in zijn carrière enkele ronden aan de leiding van deze legendarische race, maar haalde uiteindelijk de eindmeet niet.
In 2009 gaat hij aan de slag bij 3G Racing. Hij reed zes races en eindigde op de 26e plaats in het kampioenschap.

## Resultaten
IndyCar Series resultaten (aantal gereden races, beste race resultaat, eindpositie kampioenschap en punten)
| Jaar | Races | Best | Rang | Ptn |
| ---- | ----- | ---- | ---- | --- |
| 1999 | 7     | 7e   | 18   | 144 |
| 2000 | 7     | 9e   | 20   | 112 |
| 2001 | 10    | 1e   | 17   | 195 |
| 2002 | 4     | 2e   | 26   | 90  |
| 2003 | 8     | 6e   | 23   | 120 |
| 2004 | 7     | 8e   | 22   | 104 |
| 2005 | 5     | 15e  | 24   | 81  |
| 2006 | 1     | 17e  | 29   | 13  |
| 2007 | 1     | -    | 33   | 10  |
| 2009 | 6     | 13e  | 26   | 77  |